# Jakow Iwanowitsch Semelgak
Jakow Iwanowitsch Semelgak (russisch Яков Иванович Земельгак; * 4. November 1751 in Kopenhagen; † 10. Januarjul. / 22. Januar 1812greg. in St. Petersburg) war ein russischer Bildhauer.

## Leben
Semelgak studierte an der Akademie für Malerei, Bildhauerei und Bauwesen in Kopenhagen.
Ab 1774 lebte Semelgak in St. Petersburg und arbeitete in den 1770er und 1780er Jahren in Fedot Schubins Atelier. 1775 schuf Semelgak das Grabdenkmal des Fürsten Pjotr Golizyn im Moskauer Donskoi-Kloster. Für den Kammer-Fourier und Kammerdiener Katharinas II. Alexei Semjonowitsch Popow (1728–1780) schuf Semelgak 1781 das Marmor-Grabdenkmal, das 1954 aus dem Lazarus-Friedhof in die Gruft der Verkündigungskirche des Alexander-Newski-Klosters versetzt wurde. Weitere Grabdenkmäler folgten, darunter das für den Unternehmer Sawwa Jakowlew. Die Büste Fürst Jakow Schachowskois entstand in den 1790er Jahren. Semelgak war an der Innenausstattung der Michaelsburg beteiligt.
1800 wurde Semelgak vom Adjunkt-Rektor Fjodor Gordejew und den Professoren Michail Koslowski und Fedot Schubin zum Akademiker-Kandidaten der Kaiserlichen Akademie der Künste ernannt. Für die Ernennung zum Akademiker wurde ihm aufgegeben, eine Marmor-Büste des verstorbenen Präsidenten der Akademie der Künste Iwan Bezkoi mit angemessenem Sockel anzufertigen. 1803 stellte Semelgak die Büste vor und erhielt die Ernennung zum Akademiker. Die Büste wird in der Akademie der Künste aufbewahrt. 1868 wurde eine Bronze-Kopie von Akim Lawerezki im Hof des St. Petersburger Waisenhauses aufgestellt.

## Werke (Auswahl)

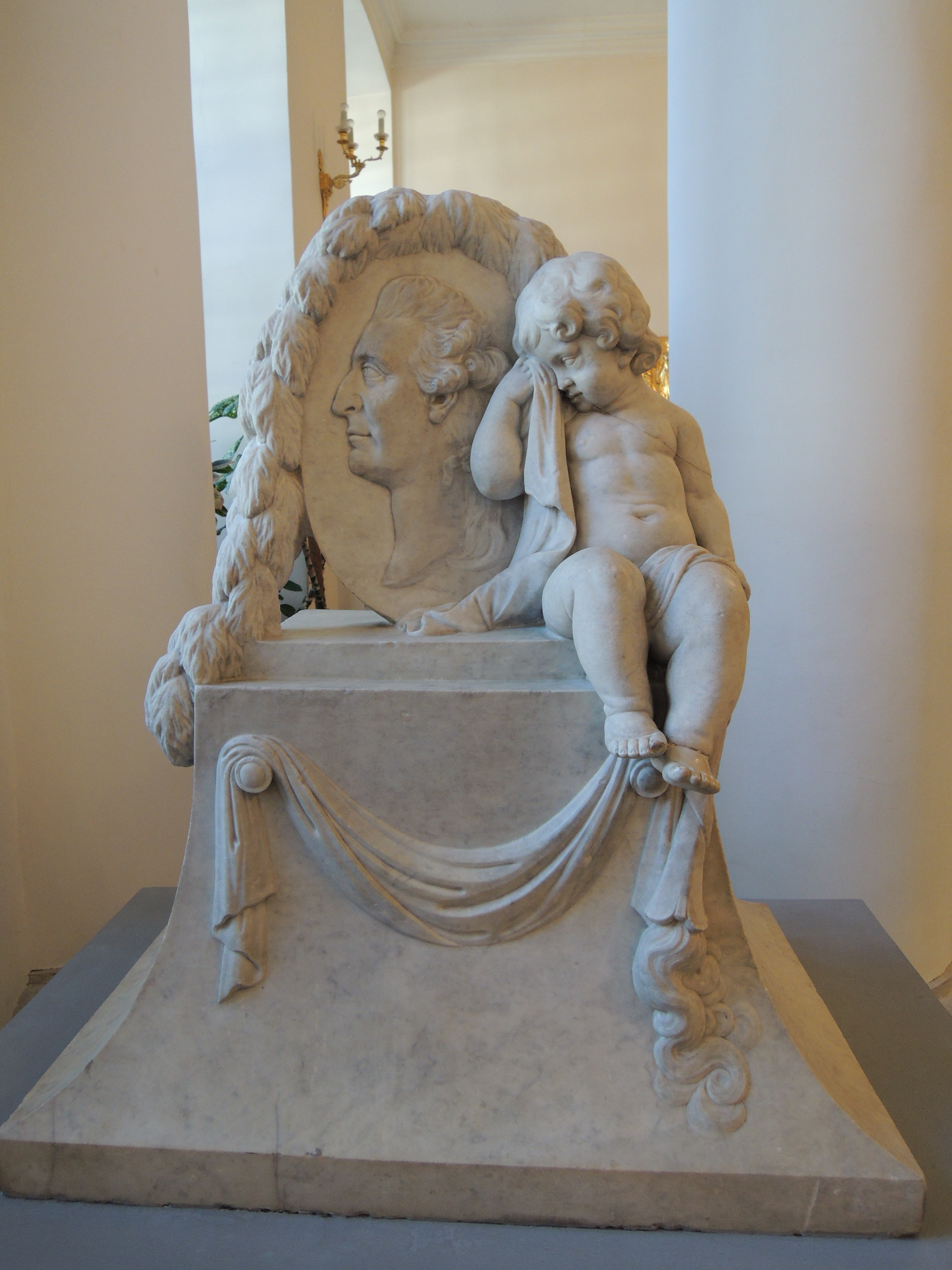
A.-S.-Popow-Grabdenkmal, Gruft der Verkündigungskirche des Alexander-Newski-Klosters, St. Petersburg
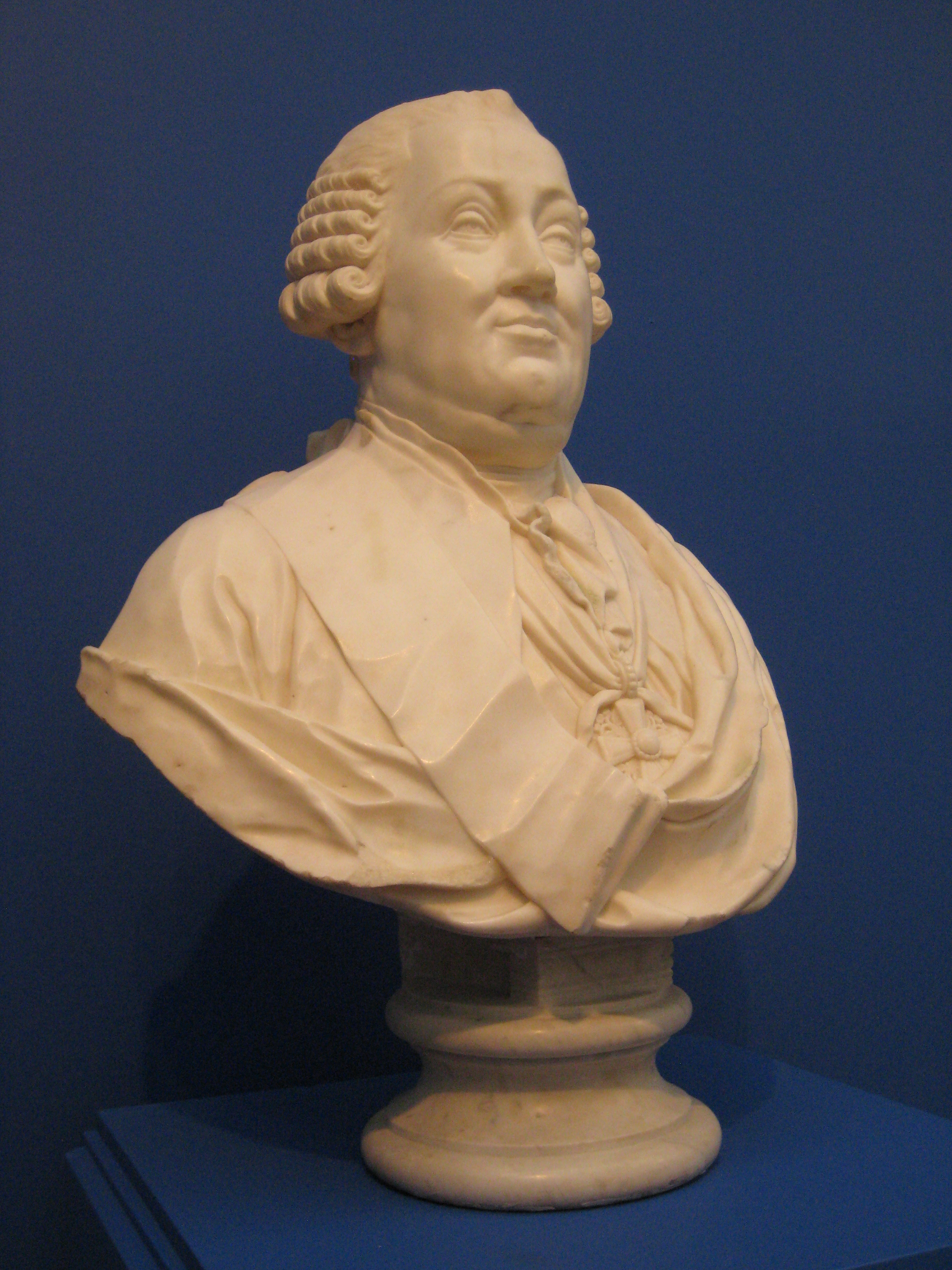
Schachowskoi-Büste, Staatliches Historisches Museum, Moskau
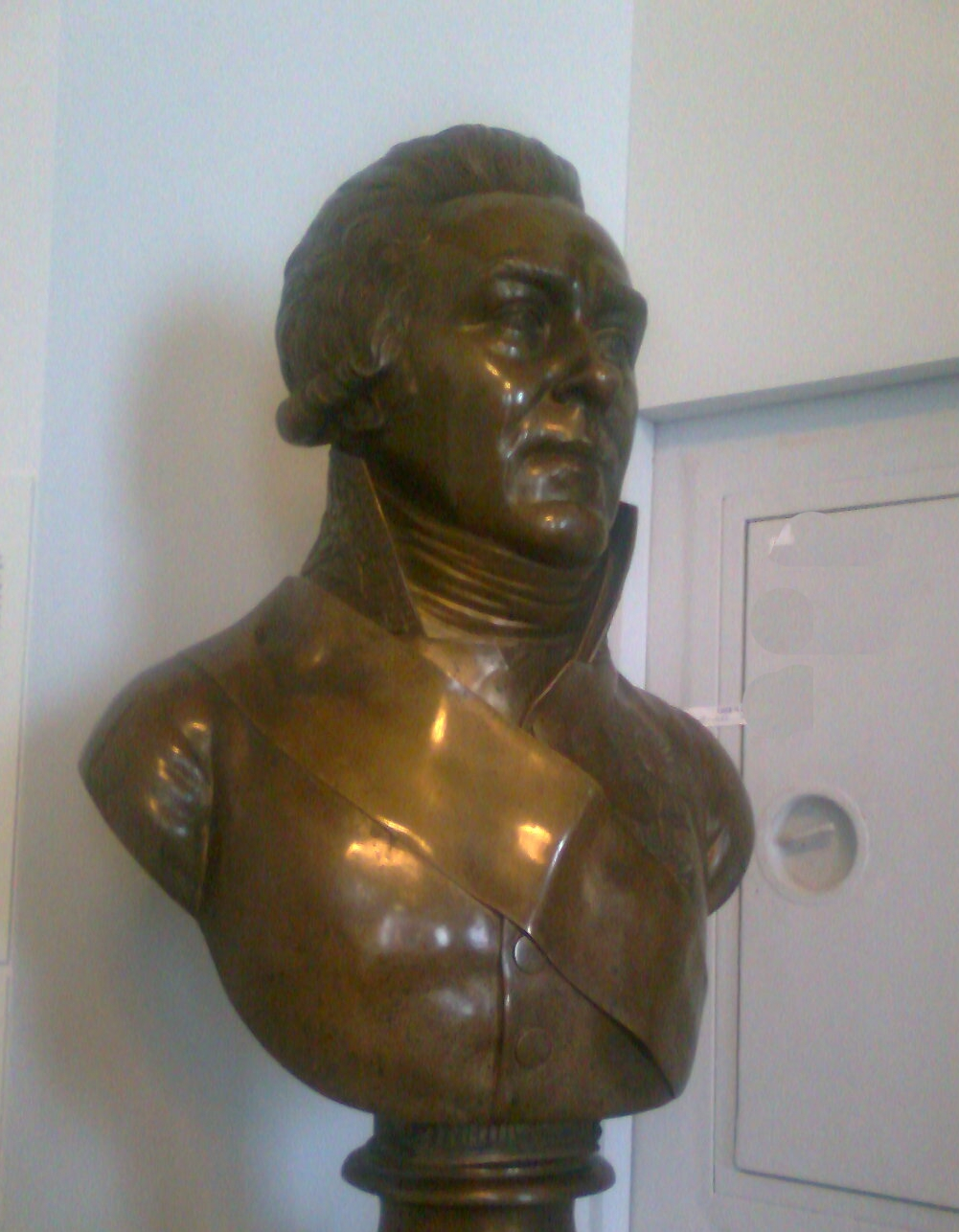
Büste eines Mannes, Michaelsburg, St. Petersburg